# Villers-sous-Foucarmont
Villers-sous-Foucarmont is een gemeente in het Franse departement Seine-Maritime (regio Normandië) en telt 205 inwoners (2004). De plaats maakt deel uit van het arrondissement Dieppe.

## Geografie
De oppervlakte van Villers-sous-Foucarmont bedraagt 6,9 km², de bevolkingsdichtheid is 29,7 inwoners per km².
De onderstaande kaart toont de ligging van Villers-sous-Foucarmont met de belangrijkste infrastructuur en aangrenzende gemeenten.

## Demografie
Onderstaande figuur toont het verloop van het inwonertal (bron: INSEE-tellingen).